# كولت ديفيد
كولت ديفيد (بالإنجليزية: Colt David)‏ هو لاعب كرة قدم كندية أمريكي، ولد في 26 نوفمبر 1985 في بيدفورد في الولايات المتحدة.

## وصلات خارجية
- كولت ديفيد على موقع JustSportsStats.com (الإنجليزية)
- كولت ديفيد على موقع كلية كرة القدم في سبورتس رفرنس.كوم (الإنجليزية)